# Lanivtsi
Lanivtsi (en ukrainien : Ланівці) ou Lanovtsy (en russe : Лановцы ; en polonais : Łanowce) est une ville de l'oblast de Ternopil, en Ukraine. Sa population s'élevait à 8 700 habitants en 2017.

## Géographie
Lanivtsi est située à 51 km au nord-est de Ternopil.

## Histoire
La première mention de Lanivtsi remonte à 1444. Depuis cette même année le domaine appartient à la famille de magnats Ruthènes les Jełowicki, qui après avoir résisté à l'invasion tatare, reçoivent en récompense le domaine de la part du roi Casimir IV Jagellon. Ils se convertissent de l'orthodoxie au catholicisme et prêtent serment à la couronne de Pologne. En 1545 Lanivitsi obtient ses droits urbains. En 1568 Sawa Jełowicki y construit un château fort en bois pour défendre la région contre les incursions turques, or celui-ci est démoli par l'insurrection cosaque de 1642. Une reconstruction prend place en forme de trapèze entourée de fossés en 1668, mais le bâtiment s'écroule déjà en 1672 après le passage des Turques.
L'héraldique de Lanivitsi provient des armoiries de la famille ducale des Jełowicki. La ville ne tombe sous l'hégémonie russe qu'après la troisième partition de la Pologne, en 1795. En 1838 l'église paroissiale disparait dans un incendie. En 1860 Teodor Jełowicki y fait reconstruire l'église. La famille perd son domaine à la suite de l'Insurrection de Janvier, lorsque le propriétaire, Teodor, soupçonné de complicité avec le soulèvement en 1863, est obligé de vendre ses terres par ordre du Tsar en 1865. À la fin du XIXe siècle les nouveaux propriétaires sont les Wiśniowiecki, les Mniszech, et enfin les Rzewuski.

De 1919 à 1939, Lanivitsi est de nouveau polonaise. Après la signature du pacte germano-soviétique, elle est occupée par l'Armée rouge, le 17 septembre 1939 puis annexée à l'Union soviétique. En janvier 1940, Lanivtsi devient un centre administratif de raïon. Pendant la Seconde Guerre mondiale, elle est occupée par l'Allemagne nazie du 2 juillet 1941 au 6 mars 1944. En août 1942, les troupes allemandes assassinent plus de 3 500 Juifs locaux. Redevenue soviétique, Lanivtsi obtient en 1956 le statut de commune urbaine. Depuis 1991, elle fait partie de l'Ukraine indépendante. Elle reçoit le statut de ville en 2001.

## Population
Recensements (*) ou estimations de la population :
| 1959* | 1970* | 1979* | 1989* | 2001* | 2009  | 2010  |
| ----- | ----- | ----- | ----- | ----- | ----- | ----- |
| 5 477 | 6 458 | 7 595 | 9 318 | 8 680 | 8 695 | 8 675 |

| 2011  | 2012  | 2013  | 2014  | 2015  | 2016  | 2017  |
| ----- | ----- | ----- | ----- | ----- | ----- | ----- |
| 8 682 | 8 743 | 8 752 | 8 746 | 8 778 | 8 767 | 8 700 |